# Deborah Secco

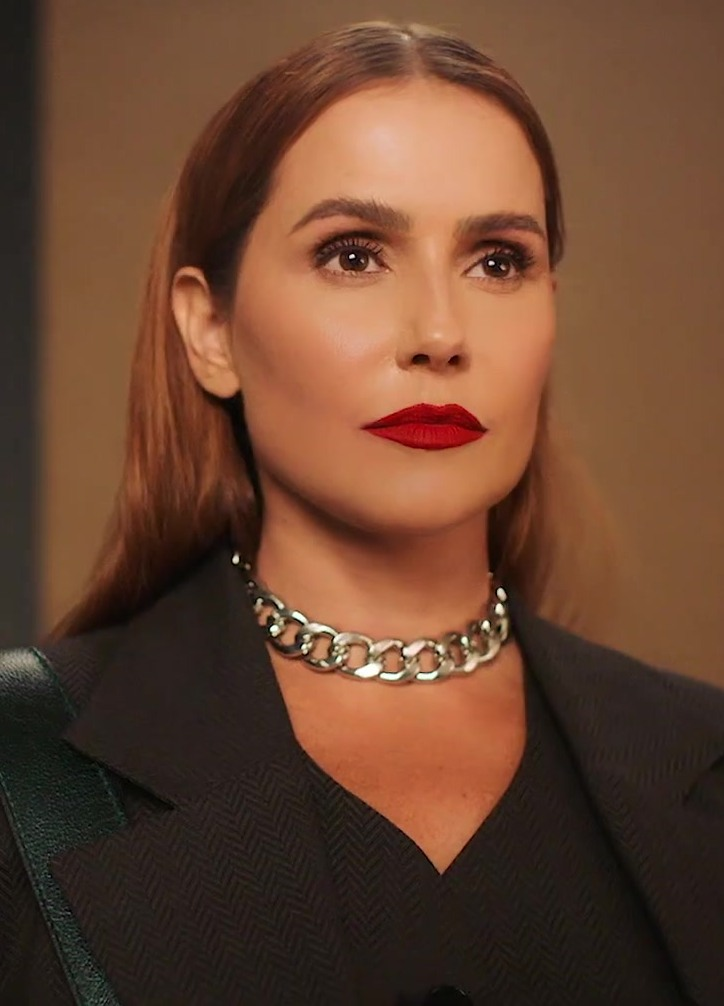
Deborah Secco (2020)

Deborah Fialho Secco (anhörenⓘ; * 26. November 1979 in Rio de Janeiro, Rio de Janeiro) ist eine brasilianische Schauspielerin. Sie wurde einem breiten nationalen Publikum durch größere und längerfristige Darstellungen verschiedener Charaktere in Telenovelas bekannt.

## Leben
Secco wurde am 26. November 1979 in Rio de Janeiro als Tochter von Silvia Regina Fialho und Ricardo Tindó Secco geboren. Sie hat eine Schwester und einen Bruder. Von 1997 bis 2000 war sie mit dem Filmregisseur Rogério Gomes verheiratet. Vom 6. Juni 2009 bis ins Jahr 2013 war sie mit dem Fußballspieler Roger Galera Flores verheiratet. Seit 2015 ist sie mit dem Schauspieler Hugo Moura verheiratet. Die beiden sind Eltern einer Tochter.
Seit den 1990er Jahren ist Secco als Schauspielerin tätig. Sie begann ihre Karriere über kleinere Besetzungen in Fernsehserien und konnte im Laufe der Zeit größere Rollen in Fernsehserien besetzen. Sie zog sich im August 1999 und August 2002 für die brasilianische Ausgabe des Playboy aus. 2011 spielte sie die Hauptrolle im viel beachteten Film Bruna Surfergirl – Geschichte einer Sex-Bloggerin.

## Filmografie (Auswahl)
- 1990: Meu Bem, Meu Mal (Fernsehserie)
- 1990: Mico Preto (Fernsehserie)
- 1992: Escolinhazinha do Professor Raimundo (Mini-Serie)
- 1992–1999: Você Decide (Fernsehserie, 4 Episoden, verschiedene Rollen)
- 1993: Contos de Verão (Mini-Serie, 16 Episoden)
- 1994–1995: Confissões de Adolescente (Fernsehserie, 22 Episoden)
- 1995: A Próxima Vítima (Fernsehserie, 23 Episoden)
- 1996: Vira Lata (Fernsehserie)
- 1996: Visita de Natal (Fernsehfilm)
- 1998: Era Uma Vez... (Fernsehserie)
- 1997–1998: Zazá (Fernsehserie, 173 Episoden)
- 1999: Suave Veneno (Fernsehserie)
- 2000: A Invenção do Brasil (Mini-Serie)
- 2000: Laços de Família (Fernsehserie, 4 Episoden)
- 2001: Caramuru: A Invenção do Brasil
- 2001: Sítio do Picapau Amarelo (Fernsehserie, Episode 1x47)
- 2001–2002: A Padroeira (Fernsehserie, 214 Episoden)
- 2002: Brava Gente (Fernsehserie)
- 2002: Os Normais (Fernsehserie, Episode 2x15)
- 2002: O Beijo do Vampiro (Fernsehserie, Episode 1x68)
- 2002: Xuxa e os Duendes 2: No Caminho das Fadas
- 2003: Casseta & Planeta: A Taça do Mundo É Nossa
- 2003–2004: Celebridade (Fernsehserie, 174 Episoden)
- 2004: A Cartomante
- 2004: Tudo Isto É Fado
- 2004: Casseta & Planeta Urgente (Fernsehserie)
- 2004: Mein Onkel hat jemanden umgelegt (Meu Tio Matou um Cara)
- 2005: América (Fernsehserie, 187 Episoden)
- 2006–2007: Pé na Jaca (Fernsehserie, 354 Episoden)
- 2007: Paraíso Tropical (Fernsehserie, 6 Episoden)
- 2008–2009: A Favorita (Fernsehserie, 141 Episoden)
- 2009: Decamerão, a Comédia do Sexo (Fernsehserie, 4 Episoden)
- 2009: Flordelis: Basta Uma Palavra Para Mudar
- 2009: Ó Paí, Ó (Fernsehserie, Episode 2x02)
- 2010: As Cariocas (Fernsehserie, Episode 1x08)
- 2011: Bruna Surfergirl – Geschichte einer Sex-Bloggerin (Bruna Surfistinha)
- 2011: Assim Como Ela (Kurzfilm)
- 2011: Insensato Coração (Fernsehserie, 159 Episoden)
- 2012–2013: Louco por Elas (Fernsehserie, 44 Episoden)
- 2013: Confissões de Adolescente
- 2013–2014: A Grande Família (Fernsehserie, 4 Episoden)
- 2014: Boa Sorte
- 2014: Sorria, Você Está Sendo Filmado
- 2014–2015: Boogie Oogie (Fernsehserie, 145 Episoden)
- 2015: Entrando Numa Roubada
- 2016–2017: Malhação(Fernsehserie, 180 Episoden)
- 2018: Mulheres Alteradas
- 2018: Segundo Sol (Fernsehserie, 152 Episoden)
- 2020: Bom Sucesso (Fernsehserie, Episode 1x155)
- 2020–2021: Salve-se Quem Puder (Fernsehserie, 55 Episoden)
- 2022–2024: Rensga Hits! (Fernsehserie, 9 Episoden)
- 2023: Codex 632 (Fernsehserie, 6 Episoden)
- 2023: Elas por Elas (Fernsehserie, 171 Episoden)